# Tender Loving Care
Tender Loving Care (с англ. — «Смертельная нежность») — интерактивное кино, созданное и изданное в 1998 году кинокомпанией Aftermath Media.
Является психологическим триллером. В главных ролях: Майкл Эспозито, Бет Тегарден и Джон Хёрт в роли доктора Тёрнера.
Сценаристом и режиссёром был Дэвид Уилер, а продюсером — Роб Ландерос, который также был разработчиком игровой части.
Изначально игра была анонсирована под логотипом Trilobyte, но ещё до релиза Ландерос ушёл из своей же собственной компании.
Tender Loving Care была издана после анонса под логотипом новой компании Ландероса, Aftermath Media, на DVD-ROM, а также впоследствии на 4 компакт-дисках и DVD-PG (DVD-Video) (последний продавался при помощи дистрибьютора DVD International в магазинах фильмов на DVD по всему миру) с возможностью одновременно и смотреть фильм, и играть в игру.
Фильм основан на одноимённом романе 1984 года, написанном Эндрю Нидерманом.
В октябре 2012 года игра была переиздана Trilobyte на платформу Apple iOS в цензурном виде (все тексты и изображения из книг и диалоги с откровенным содержанием были сохранены, но все сцены из самого фильма с аналогичным содержанием были либо вырезаны, либо на них была наложена цензура).
В марте 2017 года игра вышла в Steam через Night Dive Studios без цензуры.

## Сюжет
Майкл Овертон (Майкл Эспозито) и его жена Аллисон (Мари Кэлдар) являются мужем и женой, получившими психическое расстройство после смерти их дочери в автомобильной катастрофе. Аллисон пострадала значительно больше, чем Майкл, так как она даже не признаёт факта смерти своей дочери. Она живёт в апатичном состоянии и не может выполнять каких-либо умственных и трудовых дел. Доктор Сесил Тёрнер (Джон Хёрт) порекомендовал Майклу нанять сиделку для того, чтобы она помогала по дому и лечила Аллисон. Майкл в конце концов решился и нанял сиделку, предложенную доктором Тёрнером, Катрин Рэндольф (Бет Тегарден). В самом начале фильма она приезжает с самого утра в дом Овертонов, после чего она начинает лечить семью весьма неординарными способами, после которых Аллисон почувствовала себя значительно лучше, но вот Майкл был серьёзно разочарован в методах лечения Катрин. Какими будут особенности сюжета и концовка, будет зависеть от выбора ответов зрителя в опросах и тестах, дающихся во время просмотра.

## Интерактивность
Фильм поделен на несколько эпизодов, между которыми зритель может влиять на развитие сюжета различными путями.
После просмотра эпизода, зрителям даётся несколько вопросов от доктора Тёрнера об их восприятии того, что они увидели, а также и о самих зрителях. Затем зрителям дают возможность ходить по дому Овертонов (иногда ещё и клинике Тёрнера), в котором они могут получать дополнительную информацию о сюжете и, в частности, о персонажах. Перед тем, как продолжить просмотр фильма, зрители должны были принять участие в тематическом апперцептивном тесте (TAT) на исследование психики зрителя. Фильм содержит меняющиеся сцены и семь различных концовок, демонстрирующиеся в зависимости от ответов зрителя.
| Сводный рейтинг | Сводный рейтинг |
| Агрегатор       | Оценка          |
| --------------- | --------------- |
| GameRankings    | 74,67 %         |